# Lavoy Allen
Lavoy Allen (Trenton, Nueva Jersey, 4 de febrero de 1989) es un exbaloncestista estadounidense. Con 2,06 metros de estatura, jugaba en la posición de ala-pívot o pívot.

## Trayectoria deportiva

### Universidad
Jugó durante cuatro temporadas con los Owls de la Universidad de Temple, en las que promedió 10,5 puntos, 8,5 rebotes y 1,5 tapones por partido. En su primera temporada lideró al equipo en tapones, con 54, además de promediar 8,1 puntos y 5,7 rebotes por partido, que le hicieron ser elegido en el mejor quinteto de rookies de la Atlantic Ten Conference.
Al año siguiente aumentó sus estadísticas a 10,9 puntos por partido, el segundo mejor de su equipo, a los que añadió 9,0 rebotes y 1,5 tapones, siendo incluido en el tercer mejor quinteto de la conferencia, y en el primer quinteto defensivo.
En su temporada júnior promedió 11,5 puntos y 10,7 rebotes por partido, siendo el primer Owl en promediar un doble-doble desde que lo lograra Ollie Johnson en 1971. Fue elegido en el mejor quinteto de la conferencia, y por segundo año consecutivo, también en el mejor quinteto defensivo. Al término de la temporada declaró su intención de entrar en el draft de la NBA, pero sin contratar agente, dejando la puerta abierta a un posible retorno, como así pasó finalmente.
Ya en su última temporada promedió 11,6 puntos y 8,6 rebotes por partido, repitiendo aparición en los primeros quintetos absoluto y defensivo de la conferencia, y siendo galardonado con el Trofeo Robert V. Geasey al mejor jugador de la Philadelphia Big Five.

#### Estadísticas
| Año     | Equipo      | PJ | PT | MPP  | %TC  | %3P  | %TL  | RPP  | APP | ROB | TPP | PPP  |
| ------- | ----------- | -- | -- | ---- | ---- | ---- | ---- | ---- | --- | --- | --- | ---- |
| 2007–08 | Temple Owls | 34 | 32 | 29.2 | .558 | .400 | .737 | 5.7  | 1.6 | 0.5 | 1.5 | 8.1  |
| 2008–09 | Temple Owls | 33 | 31 | 31.3 | .579 | .333 | .642 | 9.0  | 2.1 | 0.4 | 1.5 | 10.9 |
| 2009–10 | Temple Owls | 35 | 34 | 34.5 | .536 | .217 | .625 | 10.7 | 2.4 | 0.5 | 1.4 | 11.5 |
| 2010–11 | Temple Owls | 33 | 33 | 33.9 | .480 | .294 | .697 | 8.6  | 2.3 | 0.7 | 1.8 | 11.6 |

### Profesional
Fue elegido en la quincuagésima posición del Draft de la NBA de 2011 por Philadelphia 76ers. Mientras duró el lockout de la NBA, jugó en el Strasbourg IG de la liga francesa. Debutó en la NBA el 7 de enero ante Toronto Raptors, sin lograr anotar, y capturando dos rebotes. El vio por primera vez el tiempo de juego significativo en el partido del 23 de enero contra los Washington Wizards debido a las lesiones de los centros de Spencer Hawes y Nikola Vučević. Allen respondió al anotar 10 puntos en 5-5 de tiro y atrapar seis rebotes en ruta a una victoria de 103-83. Logró el récord personal de temporada de 15 puntos el 1 de febrero ante los Chicago Bulls, y el récord personal de 12 rebotes contra los Milwaukee Bucks el 25 de abril. en 41 partidos de temporada regular y 15 como titular, Allen promedió 4.1 puntos y 4.2 rebotes por partido.
Allen alzó los promedios en los playoffs de 6.3 puntos y 4.9 rebotes por partido. El entrenador Doug Collins lo nombró pívot titular en el primer partido de playoffs contra los Bulls. En su primer partido de playoffs, Allen sufrió un esguince en el pulgar, pero la lesión no se considera grave. En el partido 2 de la serie, que casi registró un doble-doble con 11 puntos y nueve rebotes. los 76ers avanzaron más allá de los Bulls para enfrentarse a los Boston Celtics en las semifinales de conferencia. Allen anotó el "tiro de [su] vida" para ayudar a los 76ers a derrotar a los Celtics 82-81 en el segundo partido de la serie. Con el marcador empatado a cuatro minutos para el final, Andre Iguodala pasó el balón a Allen, quien encestó un tiro de 22 pies cuando expiraba el reloj de tiro. Obtuvo sus minutos de postemporada debido a su capacidad para proteger a la estrella de los Celtics Kevin Garnett. Los Sixers empujaron la serie a siete partidos, pero al final perdieron ante los Celtics.
El 1 de julio de 2012, Allen estuvo de acuerdo con la extensión de contrato de 6.000.000 de dólares por dos años con los Philadelphia 76ers. se perdió dos días de entrenamiento para asistir a su novia, que dio a luz a su hijo Kai en octubre 4. Comenzó la mayoría de los partidos con los 76ers en su segunda temporada en el centro debido a la ausencia de Andrew Bynum.
El 20 de febrero de 2014, Allen y Evan Turner fueron traspasados a los Indiana Pacers a cambio de Danny Granger y una selección de segunda ronda.
[actualizar]

## Estadísticas de su carrera en la NBA

### Temporada regular
| Año     | Equipo       | PJ  | PT | MPP  | %TC  | %3P  | %TL  | RPP | APP | ROB | TPP | PPP |
| ------- | ------------ | --- | -- | ---- | ---- | ---- | ---- | --- | --- | --- | --- | --- |
| 2011-12 | Philadelphia | 41  | 15 | 15.2 | .473 | .000 | .786 | 4.2 | 0.8 | 0.3 | 0.4 | 4.1 |
| 2012-13 | Philadelphia | 79  | 37 | 21.1 | .454 | .000 | .717 | 5.0 | 0.9 | 0.3 | 0.7 | 5.8 |
| 2013-14 | Philadelphia | 51  | 2  | 18.8 | .440 | .154 | .675 | 5.4 | 1.3 | 0.4 | 0.5 | 5.2 |
| 2013-14 | Indiana      | 14  | 0  | 8.0  | .500 | .000 | .600 | 2.4 | 0.4 | 0.1 | 0.4 | 2.9 |
| 2014-15 | Indiana      | 63  | 0  | 17.0 | .472 | .000 | .702 | 5.1 | 1.2 | 0.2 | 0.7 | 5.0 |
| 2015-16 | Indiana      | 79  | 28 | 20.2 | .516 | .000 | .630 | 5.4 | 1.0 | .3  | .5  | 5.4 |
| 2016-17 | Indiana      | 61  | 5  | 14.3 | .458 | .000 | .697 | 3.6 | .9  | .3  | .4  | 2.9 |
| Total   | Total        | 388 | 87 | 17.8 | .471 | .133 | .682 | 4.8 | 1.0 | .3  | .6  | 4.8 |

### Playoffs
| Año   | Equipo       | PJ | PT | MPP  | %TC  | %3P  | %TL  | RPP | APP | ROB | TPP | PPP |
| ----- | ------------ | -- | -- | ---- | ---- | ---- | ---- | --- | --- | --- | --- | --- |
| 2012  | Philadelphia | 12 | 1  | 19.7 | .557 | .000 | .583 | 4.9 | 0.3 | 0.8 | 0.9 | 6.3 |
| 2014  | Indiana      | 3  | 0  | 3.7  | .333 | .000 | .000 | 1.7 | 0.3 | 0.0 | 0.0 | 0.7 |
| 2016  | Indiana      | 6  | 3  | 8.5  | .300 | .000 | .000 | 2.3 | 0.3 | 0.2 | 0.2 | 1.0 |
| Total | Total        | 22 | 4  | 13.7 | .520 | .000 | .583 | 3.5 | 0.3 | 0.5 | 0.5 | 3.9 |